# Kweichow Moutai

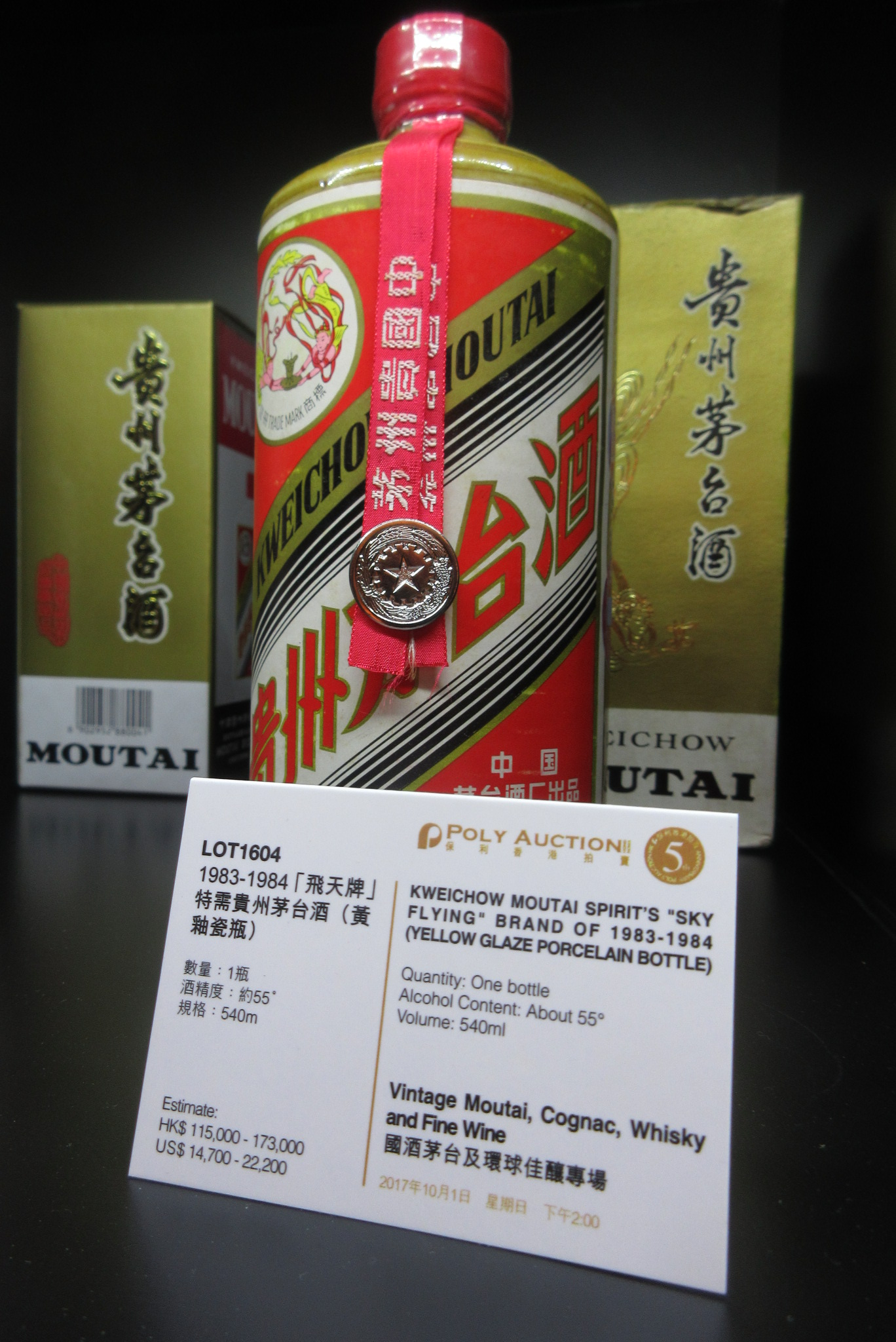
Kweichow Moutai

Kweichow Moutai (chinesisch 贵州茅台酒股份有限公司, Pinyin Guìzhōu Máotái Jiǔ Gǔfèn Yǒuxiàn Gōngsī) ist ein chinesischer Branntweinhersteller mit Firmensitz in Renhuai. Er ist im Aktienindex SSE 50 gelistet.
Das Unternehmen, das teilweise staatlich und teilweise in Shanghai börsennotiert ist, produziert und verkauft den chinesischen Maotai. Der Hauptstandort befindet sich in der zu Renhuai gehörenden Großgemeinde Maotai in der Nähe des Chishui-Flusses.
Kweichow Moutai hatte Ende 2020 eine Marktkapitalisierung von 296 Milliarden US-Dollar und lag damit auf Platz 17 der wertvollsten Unternehmen der Welt. 2017 lag diese noch bei über 70 Milliarden und 2008 bei rund 26 Milliarden US-Dollar.
Das Unternehmen hatte 2017 einen Umsatz von 8,5 Mrd. US-Dollar und machte einen Gewinn von 4,4 Mrd. US-Dollar.